# Mark (zamek)

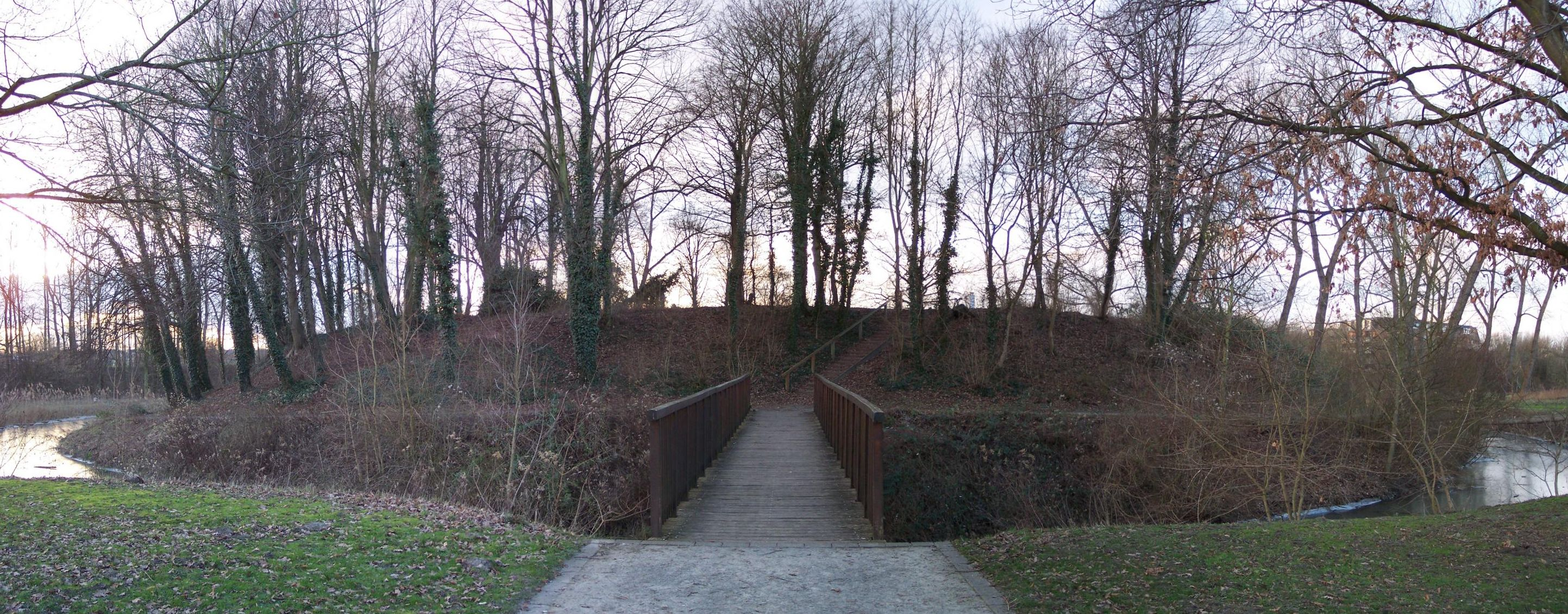
Panorama wzgórza zamkowego

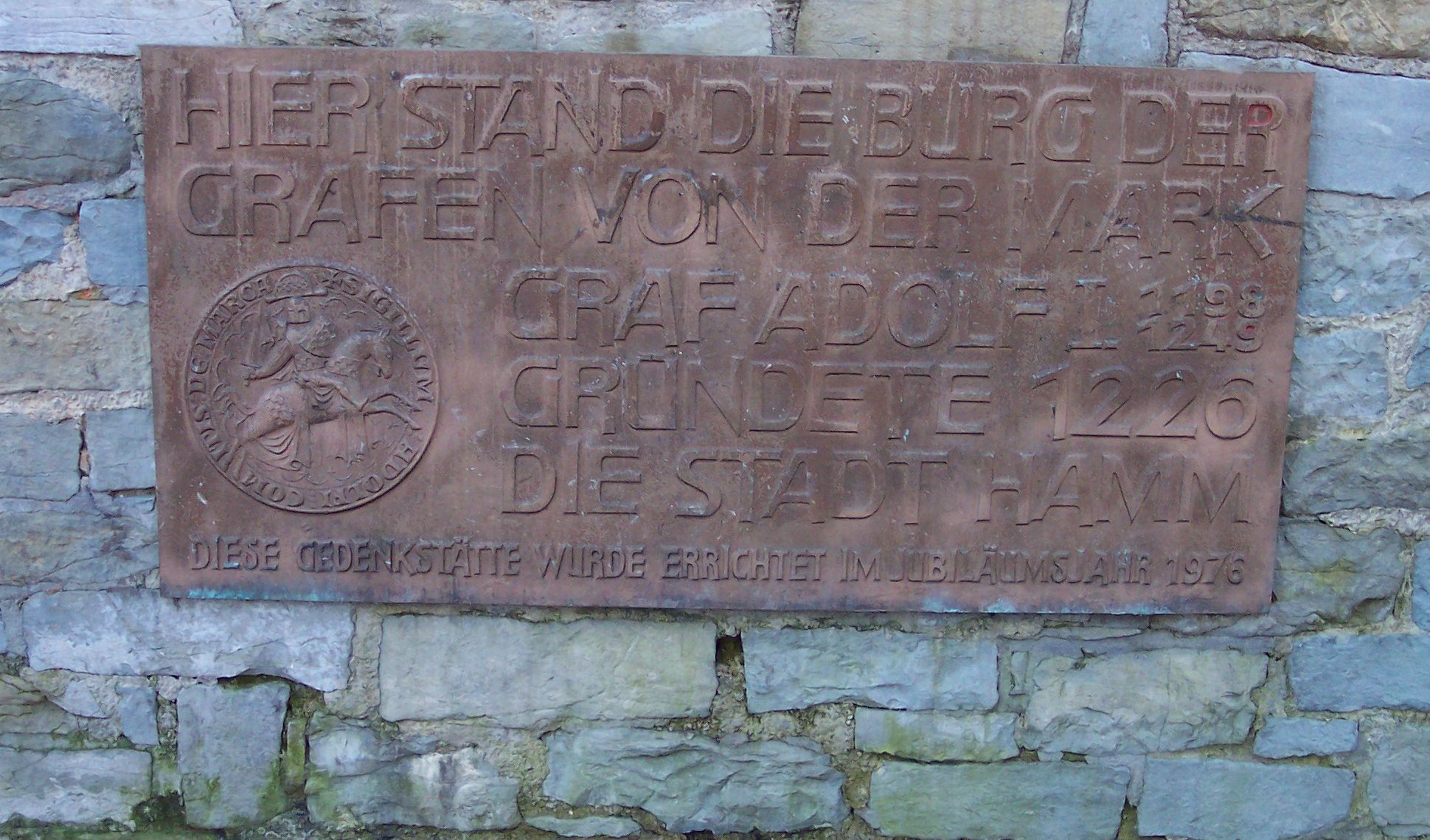
Tablica pamiątkowa na dawnym wzgórzu zamkowym

Mark – dawny zamek, istniejący do XVIII w., od początku XIII w. do końca XIV w. stanowiący siedzibę hrabiów Mark, położony w pobliżu obecnego miasta Hamm w Niemczech, w kraju związkowym Nadrenia Północna-Westfalia.

## Historia i stan obecny
Dobra Mark znalazły się w rękach hrabiów Mark w 1198 drogą zakupu: Fryderyk, tytułujący się jeszcze hrabią Alteny, nabył je od arcybiskupów Kolonii. Syn Fryderyka, Adolf I był pierwszym członkiem rodu, który tytułował się (do 1202) hrabią Mark i prawdopodobnie to on zbudował zamek ok. 1200. W 1226 założył w pobliżu miasto Hamm. Pierwsze znane pisemne wzmianki o zamku (castrum) pochodzą z 1256 i 1265. Zamek przestał być siedzibą hrabiowską w 1391. Odtąd zamek zaniedbano. W XVI w. był przedmiotem zastawów, w 1595 jest stan był bardzo zły. W 1616 znajdowało się tu więzienie. W 1772 rozpoczęto rozbiórkę zamku w celu uzyskania budulca na budowę koszar w Hamm. Zniszczono przy tym także większość śladów archeologicznych.
Zamek składał się z części górnej i przedniej, otoczony był fosą. Główna część znajdowała się na wzniesieniu, którego poziom znajdował się około 7 m nad otoczeniem. Otoczony murem zamek główny obejmował wieżę mieszkalną, o długości ok. 18 m i szerokości ok. 10 m, położoną w południowo-zachodniej części zamku. Według opisu z końca XVI w. wieża miała dwie kondygnacje połączone zewnętrznymi schodami oraz piwnicę. W pierścieniu murów znajdował się budynek bramy o wymiarach ok. 12x10 m. Zamek główny zajmował wyspę o kształcie zbliżonym do koła o średnicy ok. 60 m, a przedni – do półksiężyca. Na podzamczu w połowie XV w. powstała kaplica. Do podzamcza prowadziła grobla o długości ok. 200 m. Do dzisiaj zachowało się ukształtowanie terenu zamku i fosy ujęte w założenie parkowe, stanowiące popularny cel spacerów. Na wyspie pozostałej po zamku głównym wyeksponowano zarys dawnej wieży mieszkalnej. Zamek znajduje się około 2 km na wschód od starego miasta w Hamm.